# Kasagi (Kyoto)
Kasagi (笠置町?) è una cittadina giapponese della prefettura di Kyōto.